# Opheodrys
Opheodrys (Fitzinger, 1843) è un genere di serpenti della famiglia dei Colubridi.

## Tassonomia
Il genere comprende le seguenti specie:
- Opheodrys aestivus (Linnaeus, 1766)
- Opheodrys vernalis (Harlan, 1827)